# Renate Kordon

Renate Kordon (2016)

Renate Kordon (* 1952 in Graz) ist eine österreichische bildende Künstlerin. Sie ist vor allem bekannt für experimentelle Trickfilme, Kunst im öffentlichen Raum, Multimedia-Kunst und Zeichnungen. 

## Leben und Werk
Renate Kordon studierte von 1970 bis 1974 Architektur in Wien und Graz und von 1974 bis 1978 Grafik an der Hochschule für angewandte Kunst Wien. Mit einem Stipendium besuchte sie 1980/1981 die Klasse für Animation und Video an der École nationale supérieure des arts décoratifs in Paris. Sie lehrte 1982 als Gastprofessorin am Lawrence Institute of Technology in Detroit.
Kordon beschäftigt sich als freischaffende Künstlerin mit Skulpturen, Installationen, Malerei und Zeichnungen. Sie stellt Trickfilme her, schafft Videokunst und Installationen und betätigt sich als Fotografin. Ihre Arbeiten wurden auf zahlreichen Einzel- und Gruppenausstellungen sowie als Kunst im öffentlichen Raum gezeigt. Kordon ist Gründungsmitglied der ASIFA Austria und Mitglied bei weiteren Künstlervereinigungen wie der Wiener Secession. Zahlreiche Einzelausstellungen und Ausstellungsbeteiligungen im In- und Ausland. 
Von 1983 bis 1985 arbeitete sie an Trickfilmen, und sie absolvierte ein Meisterjahr bei Maria Lassnig, Meisterklasse für Experimentelles Gestalten. Nach einem Stipendiumjahr in Rom folgten zwischen 1989 und 1998 zahlreiche Kunst und Bau Projekte. Renate Kordon war von 1995 bis 1999 Mitglied des KUNST UND BAU Beirats der Bundesregierung Österreich. 1999 wurde die CD-ROM „R.K. z.B“ veröffentlicht; ab 1999 spezialisierte sie sich auch auf Stahlobjekte. Zu ihren bekanntesten Werken gehört in diesem Kontext die Stahlinstallation LICHTSPIEL SPIELFELD (1989), deren Verbleib an der Grenze von Österreich und Slowenien umkämpft war.
- 2007–2012 Organisation und Kuratierung von Ausstellungen im ASIFAKEIL quartier21, Museumsquartier, Wien (mit Stefan Stratil); Organisation der ASIFA-TRICKPLATTFORM (mit Daniel Sulic);
- 2008 Ausführung Jahreszeitensonnenuhr Schottwien; Sicherung des Fortbestands von LICHTSPIEL SPIELFELD;
- 2008–2010 Lehrauftrag „Labor Animation“, Kunstuniversität Linz;
- 2010 Gründung des „Instituts für ZEITverschiebung“ in Graz. 2013 erschien die Werkmonografie „Renate Kordon Lebenslinien“ in der Reihe der Akademie für Angewandte Kunst;
- 2016 folgte die Publikation „Tanzplätze für Ariadne“ mit 86 Aquarellen, die im Rahmen einer Personale[6] in der Galerie Eugen Lendl, Graz präsentiert wurde.[7]

Kordon arbeitet derzeit unter anderem an einer Personale in der Galerie ARK KÜLTÜR in Istanbul.
Sie lebt und arbeitet in Wien. Sie ist mit dem Architekten Otto Kapfinger verheiratet und hat eine Tochter.